# Places d'Italie
Les Places d'Italie sont une série de tableaux réalisés par le peintre italien Giorgio De Chirico tout au long de sa carrière. Ces paysages urbains métaphysiques représentent tous une place en Italie, en général au crépuscule tandis que les ombres s'allongent : désert ou presque, cet espace souvent dominé par une statue à l'antique secrète alors une forme de mystère mélancolique. Les toiles relevant de cette série inaugurée en 1910 avec L'Énigme d'un après-midi d'automne comprennent notamment Les Joies et les énigmes d'une heure étrange, La Mélancolie d'une belle journée et La Tour rouge, toutes trois datées de 1913, mais aussi par exemple Place d'Italie avec statue, exécutée en 1965-1970, ou encore Place d'Italie avec soleil éteint, peinte en 1971.